# Теорія кристалічного поля
Теорія кристалічного поля (англ. crystal field theory) — теорія будови сполук перехідних металів, в основі якої лежить електростатична модель, що пояснює особливості спектрів у видимій та УФ областях, а також магнітні властивості, враховуючи вплив лігандів на енергію d-орбіталей металу. Характер оточення центрального йона електронозбагаченими лігандами по різному впливає на розщеплення d-орбіталей, яке змінюється в залежності від кількості лігандів, відстані їх від центрального атома та їхньої здатності утворювати ковалентні зв'язки. Теорія кристалічного поля розроблена у 1930-х роках.

## Загальний опис
Теорія кристалічного поля базується на наступних положеннях.
1. Неорганічні комплексні сполуки (наприклад, ділянки кристалічної ґратки {\displaystyle MX_{n}}) існують та стійкі завдяки електростатичній взаємодії між позитивно зарядженим йоном перехідного металу та лігандами - аніонами або молекулами, орієнтованими у сторону центрального йону неподіленими електронними парами.
2. Центральний йон перехідного металу представлений d- або f-електронною оболонкою, ліганди розглядаються безструктурно як незмінні джерела електростатичного поля.
3. Для опису електронної структури йону перехідного металу застосовується апарат квантової механіки.

У цій моделі ефект комплексоутворення - зміна станів центрального атому під дією електростатичного поля (Crystal Field, CF) лігандів. Гамільтоніан такої системи представляється у вигляді
{\displaystyle H=H_{0}+V^{ee}+V^{CF}+H^{SO},}
де {\displaystyle H_{0}=\sum _{i=1}^{ne}(-{\frac {1}{2}}\Delta _{i}-{\frac {Z^{*}}{r_{i}}}),}
{\displaystyle ne} - число d-електронів у системі. Вираз під знаком суми описує кінетичну енергію кожного електрона й потенційну енергію його взаємодії із ядром та усередненим полем інших електронів. Інші доданки розглядаються як збурення:
{\displaystyle V^{ee}=\sum _{i\leq j}^{ne}{\frac {1}{r_{ij}}}}   -  міжелектронне відштовхування
{\displaystyle V^{CF}=\sum _{i}^{ne}V^{CF}(r_{i})}   - взаємодія електронів у кристалічному полі
{\displaystyle H^{SO}=\sum _{i}^{ne}H^{SO}(r_{i},\sigma _{i})}   - спін-орбітальна взаємодія.
Згідно ТКП, взаємодія між перехідним металом і лігандами виникає внаслідок притягання між позитивно зарядженим катіоном металу і негативним зарядом електронів на незв'язаних орбіталях ліганду. Теорія розглядає зміну енергії п'яти вироджених  d-орбіталей в оточенні точкових зарядів лігандів. У міру наближення ліганда до іона металу, електрони ліганда стають ближче до деяких d-орбіталей, ніж до інших, викликаючи втрату вирожденості. Електрони d-орбіталей і лігандів відштовхуються один від одного як заряди з однаковим знаком. Таким чином, енергія тих d-електронів, які ближче до лігандів, стає вище, ніж тих, які далі, що призводить до розщеплення рівнів енергії d-орбіталей.
На розщеплення впливають такі чинники:
- Природа іона металу.
- Ступінь окиснення металу. Чим вище ступінь окиснення, тим вище енергія розщеплення.
- Розташування лігандів навколо іона металу.
- Природа лігандів, що оточують іон металу. Чим сильніше ефект від лігандів, тим більше різниця між високим і низьким рівнем енергії.

### Приклади
Комплекс симетрії {\displaystyle D_{4h}} отримується з октаедричного при заміні двох "лігандів" {\displaystyle A}, тобто точкових зарядів {\displaystyle q_{A}} на відстанях {\displaystyle R_{A}}, які знаходяться у транс-положенні (наприклад, осі {\displaystyle z}).
У моделі, яка використовується зазвичай у теорії кристалічного поля, заряди усіх лігандів приймаються однаковими, а відмінності у силі створюваних ними полів імітують різними відстанями від центрального йона металу. Для 6-координаційних комплексів симетрії {\displaystyle D_{4h}} можливі два випадки:
- на осі {\displaystyle z} знаходяться ліганди більш слабкого поля, ніж у екваторіальній площині;
- на осі {\displaystyle z} знаходяться ліганди більш сильного поля, ніж у екваторіальній площині.

Першому випадку відповідає модель витянутого окаедра, а другому - сплющеного октаедра.
У тетраедричному комплексі усі ліганди знаходяться на однакових відстанях {\displaystyle R} від йона металу й мають однакові заряди {\displaystyle q}.
У слабкому кристалічному полі вплив лігандів розглядається як збурення, яке діє на атомні терми центрального йона металу. Оскільки кристалічне поле безпосередньо не взаємодіє із спіном електронів, достатньо розглядати лише орбітальні хвильові функції. У вільного йона просторова симетрія терму визначається квантовим числом {\displaystyle L,} хвильові функції перетворюються по рядкам {\displaystyle (2L+1)} вироджених незвідних представлень групи кулі. При пониженні симетрії ці незвідні представлення виявляються звідними, терми розщеплюються на компоненти.
У сильному ж кристалічному полі розподіл електронної щільності у просторі визначається перш за все впливом лігандів, тому на першому кроці розглядається дія кристалічного поля на конфігурацію {\displaystyle d^{\,n}},  а взаємодія між електронами розглядається як збурення більш високого порядку. 
Хвильові функції {\displaystyle {}^{2S+1}L_{j}}, які описують стан елентронної оболонки йону металу після врахування спін-орбітальної взаємодії, залежить від квантового числа {\displaystyle J.} Саме з них будуються симетризовані комбінації, які перетворюються по незвідному представленню точкової групи комплексу, які є рішеннями теорії кристалічного поля. Щоб визначити симетрію хвильових функцій рівнів, які відповідають різним значенням {\displaystyle J,} можна:
- Для кожного значення {\displaystyle J} по формулі {\displaystyle \chi _{J}(\varphi )={\frac {\sin((J+{\frac {1}{2}}))\varphi }{\sin({\frac {1}{2}}\varphi )}}} обчислити характери звідних представлень подвійної точкової групи, а потім розкласти звідне представлення на незвідне представлення.
- Знайти незвідне представлення подвійної точкової групи, по яким перетворюються окремо просторові й спінові функції атомного терма, а потім обчислити їх прямі добутки.

У деяких випадках класифікація рівнів по НП представляє власний інтерес і кінцевим результатом. У другому випадку - це проміжний результат, необхідний для кількісного розрахунку енергетичних діаграм. 

## Інтернет-ресурси
- Crystal-field Theory, Tight-binding Method, and Jahn-Teller Effect [Архівовано 6 травня 2021 у Wayback Machine.] in E. Pavarini, E. Koch, F. Anders, and M. Jarrell (eds.): Correlated Electrons: From Models to Materials, Jülich 2012, ISBN 978-3-89336-796-2
- Crystal field theory (draft article) [Архівовано 4 березня 2016 у Wayback Machine.] on Citizendium.org